# 杜宇生
杜宇生（1999年6月14日—），中国黑龙江省佳木斯市汤原县人，曾經的三階魔方世界紀錄保持者(3.47s，達四年半之久），後來被馬克斯·朴以3.13s的成績打破。

## 生平
初中毕业后，杜宇生进入汤原县职业技术学校学习，大学则就读于南昌职业学院（现南昌文理学院）工程系。据杜宇生说，他初三时因为学业上的压力，就学习魔方来解压，后来上了瘾，就投入了更大的精力来练习魔方。而他还总结出了自己的方法来还原魔方。
2018年11月24日，在2018WCA世界魔方芜湖公开赛上，他以3.47秒的成绩，成為世界上第一个在该项目单次最好成绩进入4秒以内的选手。

## 主要战绩
杜宇生从2015年12月20日开始参加由世界魔方协会（英語：World Cube Association）认证的魔方比赛。截止2019年3月，已参加30次魔方比赛，并获得38枚金牌、33枚银牌、22枚铜牌。
- 世界魔方哈尔滨公开赛上以10秒的成绩夺冠[1]；
- 2018WCA广东魔方公开赛上以平均8.18秒成绩夺冠[4]；
- 2019WCA南昌冬季魔方赛上，获得三阶、四阶、五阶魔方冠军和二阶、七阶季军[5]。